# Гельман Пінхас
Пі́нхас Ге́льман (*1880 м.Тараща, Київської губернії — 1921 м.Катеринослав, нині м.Дніпро) — рабин, член міської думи міста Катеринослава, працював у створених ним Катеринославських єшивах, рабин центральної частини міста Катеринослава.
рабин

## Біографія
Народився в місті Тараща Київської губернії в 1880 році в сім'ї рабина Ісраеля Ефраїма Гельмана. Учився у рабина Хаїма Гродненського в місті Вільному. Працював в Катеринославі. В Катеринославі був членом міської думи, проживав по вулиці Мостовій.
Мріяв переїхати в Ерец Ісраель та працювати на кафедрі єврейського права Єрусалимського університету. Вивчаючи римське право, він проводив паралелі з єврейським правом.
Працював у створених ним Катеринославських єшивах. Серед його учнів були майбутній міністр освіти Ізраїлю За́лман Орен, майбутній рабин московської хоральної синагоги Єгуда́ Левін, рабин Ісраель Кажевніков, рабин Мордихай Радзінський котрий став головним рабином Дніпропетровська після Другої світової війни та інші.
Пінхас Гельман був прихильником сіоністських ідей та брав участь у сіоністських з'їздах, друкувався в «Ахдут», «Озман» та інших виданнях.
В 1908 році був обраний на посаду рабина центральної частини міста Катеринослава і пробув ним аж до самої смерті від невдалої хірургічної операції в 1921 році.

### Встановлення пам'ятника рабину Пінхасу Гельману
Рабин був похований на старому єврейському кладовищі Дніпропетровська. Унаслідок закриття кладовища у 1968 р. тіло перепоховали на іншому єврейському кладовищі, а у 1980 р. через закриття і цього кладовища, - ще раз на єврейському кладовищі Західного масиву міста.
На місці останнього поховання єврейська громада Дніпропетровська 16 грудня 2007 встановила пам'ятник на пожертвування синагоги «Золота Роза» та за підтримки похоронного братства «Хевра Кадиша» дніпропетровської єврейської громади. Архітекторами стали Ростислав та Микола Шитикови, великий внесок у створення пам'ятника зробили сім'я Голикових з Дніпропетровська та сім'я Корецьких з Німеччини.
Олександр Фрідкіс, управляючий справами єврейської громади Дніпропетровська, розповів про роль Пінхаса Гельмана в розвитку єврейського життя міста:
|  | Рав Пінхас Гельман, благословенна його пам’ять, народився в місті Тараща Київської губернії в 1880 році. Він навчався в місті Вільному, там же отримав сміху́ рабина, і в 1908 році за запрошенням євреїв нашого міста розпочав працювати в Катеринославі. Після подій революції 1905 року, громада потребувала мудрого керівника. Таким керівником став рав Гельман. Він відкрив багато нових єшив, вперше в місті Катеринославі вів заняття в єшивах живою мовою іврит. Його учнями були майбутній рабин московської хоральної синагоги Єгуда Левін та Мордихай Радзінський котрий став рабином Дніпропетровська після Другої світової війни. Коли у місто приїхав батько Сьомого Любавичівського Ребе Леві-Іцхак Шнеєрсон, вони разом розвивали громаду та працювали на благо євреїв міста. |